# Omloop der Kempen 2024 (mannen)
De 75e editie van de wielerwedstrijd Omloop der Kempen vond plaats op 26 mei 2024. De wedstrijd startte en finishte in Veldhoven en was 182,1 kilometer lang. De wedstrijd maakte deel uit van de UCI Europe Tour, met de categorie 1.2, en de Holland Cup. Martijn Rasenberg won de wedstrijd door in een sprint met drie af te rekenen met Brent Clé en Hidde van Veenendaal.

## Uitslag
| Plaats  | Naam                 | Ploeg                             | Tijd     |
| ------- | -------------------- | --------------------------------- | -------- |
| Winnaar | Martijn Rasenberg    | Parkhotel Valkenburg              | 3u51'08" |
| 2       | Brent Clé            | Deschacht-Hens-Maes               | z.t.     |
| 3       | Hidde van Veenendaal | Metec-Solarwatt p/b Mantel        | z.t.     |
| 4       | Axel van der Tuuk    | Metec-Solarwatt p/b Mantel        | + 5"     |
| 5       | Kiaan Watts          | Israel Premier Tech Acad.         | + 7"     |
| 6       | Peter Schulting      | Diftar                            | z.t.     |
| 7       | Oded Kogut           | Israel Premier Tech Acad.         | z.t.     |
| 8       | Roy Hoogendoorn      | Metec-Solarwatt p/b Mantel        | z.t.     |
| 9       | Pete Uptegrove       | Monda Vakantieparken-IJsselstreek | z.t.     |
| 10      | Toon Aerts           | Deschacht-Hens-Maes               | z.t.     |
| 11      | Björn Bakker         | Diftar                            | z.t.     |
| 12      | Ludvik Holstad       | Lillehammer CK                    | z.t.     |
| 13      | Klaas Groenen        | TWC Tempo                         | z.t.     |
| 14      | Jasper Huitema       | Diftar                            | z.t.     |
| 15      | Corné van Kessel     | Deschacht-Hens-Maes               | z.t.     |
| 16      | Robbe Claeys         | Tarteletto-Isorex                 | z.t.     |
| 17      | Albrecht Drewes      | Sportforum Kaarst-Büttgen         | z.t.     |
| 18      | Tijn Louwerensen     | Monda Vakantieparken-IJsselstreek | z.t.     |
| 19      | Toni Franz           | Storck-Metropol                   | z.t.     |
| 20      | Delano Swenne        | GRC Jan van Arckel                | z.t.     |